# Gunnar Taavola
Gunnar Ludvig Taavola, född 13 oktober 1930 i Jukkasjärvi, död 12 oktober 2009 i Partille, var en svensk målare och tecknare.
Han var son till kommunalarbetaren Oskar Ludvig Taavola och Maria Kristina Mella och gift 1951–1955 med Gerda Viola Valsberg. Taavola växte upp på ett barnhem i Kiruna där han fick sin första utbildning i teckning och målning. Han studerade vid en lantmannaskola 1948 och var de närmaste åren därefter verksam med en rad olika förvärvsarbeten. På sin fritid bedrev han självstudier och under en period när han arbetade i Falun kunde han studera vid ABF:s målarskola 1955–1956. Han studerade vid Konstfackskolan 1956–1957 och återvände därefter till Kiruna där han målade det norrländska landskapet och fjällen i olja eller akvarell. Han kände att han saknade något i sin utbildning och fortsatte därför studierna vid Valands målarskola i Göteborg 1959–1962. Tillsammans med Gunnar von Gegerfelt ställde han ut i Kiruna 1949 och tillsammans med Roland Larsson i Malmberget 1963. Separat ställde han senare ut ett flertal gånger i  Kiruna och han medverkade i Gällivare-Malmbergets konstgilles samlingsutställningar och Göteborgs konstförenings Decemberutställning på Göteborgs konsthall. Hans konst består förutom landskapsmålningar av porträtt och stilleben. Taavola är representerad i Kiruna kommun.